# トゥルスクの戦い
トゥルスクの戦い(ポーランド語: Bitwa pod Turskiem)は、モンゴルのポーランド侵攻において、1241年2月13日にバトゥを総司令官としたモンゴル帝国のヨーロッパ遠征軍のバイダル率いる分隊と、ポーランド王国が激突した戦いである。

## 概要
モンゴルのポーランド侵攻を参照。